# Абдулбасыров, Ахмед Магомедович
Ахмед Магомедович Абдулбасыров (1980, Махачкала, Дагестанская АССР, РСФСР, СССР) — российский тайбоксер, серебряный призёр чемпионата мира, чемпион Европы.

## Спортивная карьера
Тайским боксом занимается с 1994 года. Является воспитанником махачкалинского ДГЦБИ и школы «Скорпион», занимался под руководством Зайналбека Зайналбекова. В ноябре 2000 года в Москве стал чемпионом Европы. В декабре 2000 года в Челябинске на чемпионате России уступил в финале Рамилю Курмантаеву из Омска. В марте 2001 года в Бангкоке стал серебряным призёром чемпионата мира. В июле 2003 года в Сочи в конгресс-холле гостиницы «Рэдиссон Лазурная» в матчевой встрече Россия - Белоруссия, ударом локтя техническим нокаутом выиграл в четвертом раунде у Кирилла Остроухова.

## Достижения
- Чемпионат Европы по тайскому боксу 2000 — ;
- Чемпионат России по тайскому боксу 2000 — ;
- Чемпионат мира по тайскому боксу 2001 — ;

## Личная жизнь
Выходец из Ахвахского района. В 1997 году окончил среднюю школу № 17 в Махачкале. В 2001 году окончил Дагестанский государственный педагогический университет, экологический факультет. 